# Campionat d'Espanya de Triatló d'Hivern
El Campionat d'Espanya de Triatló d'Hivern és la màxima competició a nivell espanyol de triatló d'hivern. Organitzat anualment des de 1990 per la Federació Espanyola de Triatló (FETRI). Es realitzen les competicions masculina i femenina, a més de tenir-se en compte la puntuació per a la classificació per equips. En els primers anys es va denominar Campionat d'Espanya de Triatló Blanc i des de 2001, en la prova disputada en Candanchú, es va modificar el nom i es va competir durant tota la competició sobre la neu.

## Història
En els primers anys de competició es realitza amb l'estil clàssic, amb la carrera a peu i el tram de bicicleta per asfalt, i l'esquí en neu. Des de 2001 fins a 2009, i per seguir la normativa de la Unió Internacional de Triatló (ITU), la prova es realitza amb tots els trams sobre neu, per intentar aconseguir que l'esport aconsegueixi ser olímpic. Davant el problemes que ocasiona als esportistes i organitzadors, en 2010 es torna al format clàssic.

## Palmarès masculí
| No.   | Any  | Seu           | Or                                        | Plata                 | Bronze               |
| ----- | ---- | ------------- | ----------------------------------------- | --------------------- | -------------------- |
| I     | 1990 | Sierra Nevada | Juan Carlos Apilluelo                     | -                     | -                    |
| II    | 1991 | Sierra Nevada | Pedro Añarbe                              | Juan Carlos Apilluelo | Felipe Barbed        |
| III   | 1992 | Reinosa       | Pedro Añarbe                              | Antonio Cascos        | Chiqui Plazas        |
| IV    | 1993 | Reinosa       | Juan Carlos Apilluelo                     | -                     | -                    |
| V     | 1994 | -             | Juan Carlos Apilluelo                     | -                     | -                    |
| VI    | 1995 | -             | Juan Carlos Apilluelo                     | -                     | -                    |
| VII   | 1996 | Jaca          | Juan Carlos Apilluelo                     | -                     | -                    |
| VIII  | 1997 | Reinosa       | Juan Carlos Apilluelo                     | -                     | -                    |
| IX    | 1998 | -             | Juan Carlos Apilluelo                     | Pedro Añarbe          | Xavier Azcárate      |
| X     | 1999 | Reinosa       | Juan Carlos Apilluelo                     | -                     | -                    |
| XI    | 2000 | Reinosa       | Juan Carlos Apilluelo                     | Patxi Vila            | Pedro Añarbe         |
| XII   | 2001 | Candanchú     | Juan Carlos Apilluelo                     | Pedro Añarbe          | Xavier Cadena        |
| XIII  | 2002 | Candanchú     | Juan Carlos Apilluelo                     | Pedro Añarbe          | Eneko Llanos         |
| XIV   | 2003 | Panticosa     | Juan Carlos Apilluelo                     | Eneko Llanos          | Iker Rozas           |
| XV    | 2004 | Candanchú     | Víctor Lobo                               | Pedro Añarbe          | Iker Rozas           |
| XVI   | 2005 | Ansó          | Víctor Lobo                               | Eneko Llanos          | Sebastiá Catllà      |
| XVII  | 2006 | Candanchú     | Víctor Lobo                               | Eneko Llanos          | Joan Freixa          |
| NC    | 2007 | Ansó          | Suspés per falta de neu                   |                       |                      |
| XVIII | 2008 | Formigal      | Víctor Lobo                               | Jon Erguin            | Eneko Llanos         |
| XIX   | 2009 | Benasque      | Víctor Lobo                               | Jon Erguin            | Eneko Llanos         |
| XX    | 2010 | Ansó          | Víctor Lobo                               | Eneko Llanos          | Patxi Vila           |
| XXI   | 2011 | Reinosa       | Eneko Plans                               | Jon Erguin            | Sergio Gimeno        |
| XXII  | 2012 | Jaca          | Jon Erguin                                | Egoitz Zalakain       | Jean Claude Carrere  |
| XXIII | 2013 | Reinosa       | Jon Erguin                                | Egoitz Zalakain       | Raúl Roda            |
| XXIV  | 2014 | Reinosa       | Egoitz Zalakain                           | Jon Erguin            | Sebastià Catllà      |
| XXV   | 2015 | Reinosa       | Egoitz Zalakain                           | Pello Osoro           | Joan Freixa          |
| NC    | 2016 | Reinosa       | Suspés per les condicions meteorològiques |                       |                      |
| XXVI  | 2017 | Reinosa       | Joan Freixa                               | Pello Osoro           | Txomin Osoro         |
| XXVII | 2018 | Ansó          | Pello Osoro                               | Joan Freixa           | Jesús Alberto García |

## Palmarès femení
| No.   | Any  | Seu           | Or                                        | Plata                    | Bronze                                  |
| ----- | ---- | ------------- | ----------------------------------------- | ------------------------ | --------------------------------------- |
| I     | 1990 | Sierra Nevada | Isabel Dumall                             | -                        | -                                       |
| II    | 1991 | Sierra Nevada | Dina Bilbao                               | Mar Ortiz                | -                                       |
| III   | 1992 | Reinosa       | Dina Bilbao                               | -                        | -                                       |
| IV    | 1993 | Reinosa       | Piroska Abos                              | -                        | -                                       |
| V     | 1994 | -             | -                                         | -                        | -                                       |
| VI    | 1995 | -             | -                                         | -                        | -                                       |
| VII   | 1996 | Jaca          | Ana Folkegard                             | Isabel Dumall            | -                                       |
| VIII  | 1997 | Reinosa       | Naia Alzola                               | -                        | -                                       |
| IX    | 1998 | -             | Ana Folkegard                             | Andrea Aja               | Naia Alzola                             |
| X     | 1999 | Reinosa       | Anna Serra                                | -                        | -                                       |
| XI[5] | 2000 | Reinosa       | Ana Casares Polo                          | Inmaculada Pereiro       | Anna Serra                              |
| XII   | 2001 | Candanchú     | Anna Serra                                | Inmaculada Pereiro       | Ana Folkegard                           |
| XIII  | 2002 | Candanchú     | Inmaculada Pereiro                        | Ana Casares Polo         | Ana Folkegard                           |
| XIV   | 2003 | Panticosa     | Anna Serra                                | Ana Folkegard            | Inmaculada Pereiro                      |
| XV    | 2004 | Candanchú     | Ana Folkegard                             | Anna Serra               | Inmaculada Pereiro                      |
| XVI   | 2005 | Ansó          | Inmaculada Pereiro                        | Naia Alzola              | Anna Serra                              |
| XVII  | 2006 | Candanchú     | Inmaculada Pereiro                        | Anna Serra               | Yolanda Magallón Vallejo                |
| NC    | 2007 | Ansó          | Suspés per falta de neu                   |                          |                                         |
| XVIII | 2008 | Formigal      | Inmaculada Pereiro                        | Yolanda Magallón Vallejo | Beth Serrano                            |
| XIX   | 2009 | Benasque      | Inmaculada Pereiro                        | Yolanda Magallón Vallejo | Silvia Rodríguez                        |
| XX    | 2010 | Ansó          | Inmaculada Pereiro                        | Mónica Saez              | Isabel Eizmendi                         |
| XXI   | 2011 | Reinosa       | Mónica Saez                               | Ana Casares Polo         | Inmaculada Pereiro                      |
| XXII  | 2012 | Jaca          | Yolanda Magallón Vallejo                  | Maria Mayalen Noriega    | Ivet Farriols                           |
| XXIII | 2013 | Reinosa       | Ana Casares Polo                          | Alba Xandri              | Inmaculada Pereiro                      |
| XXIV  | 2014 | Reinosa       | Maider Gaztañaga                          | Ana Casares Polo         | Alba Xandri                             |
| XXV   | 2015 | Reinosa       | Ana Casares Polo                          | Yolanda Magallón Vallejo | Maite Murgia                            |
| NC    | 2016 | Reinosa       | Suspés per les condicions meteorològiques |                          |                                         |
| XXVI  | 2017 | Reinosa       | Laura Orgué                               | Ana Revilla              | Sense atorgar per arribar fora de temps |
| XXVII | 2018 | Ansó          | Alba Xandri                               | Enara Oronoz             | María Cruz Aragó                        |